# Bachiru
Bachiru (jap. 撥鏤) ist eine Technik des japanischen Kunsthandwerks zum Gravieren von Gegenständen aus gefärbtem Elfenbein.

## Überblick
Die Gravurtechnik hat ihren Ursprung im China der Tang-Zeit, von wo aus sie in der Nara-Zeit nach Japan gelangte. Vor der Gravur wird das Elfenbein zunächst Rot, Grün oder Blau gefärbt. Der Vorgang des Färbens ist aufwendig, da Elfenbein Farbe nicht besonders gut annimmt. Die gefärbte Oberfläche des Elfenbeins wird dann mit der Technik des Hanebori (撥(ね)彫(り)) graviert und verziert. Da die Farbe nicht sehr tief in das Elfenbein eindringt, erscheinen die Gravurlinien weiß bzw. elfenbeinfarben. Die Gravurlinien können dann in einem zweiten Arbeitsschritt mit einer weiteren Farbe gefüllt werden. 
Diese Technik des japanischen Kunsthandwerks war in Vergessenheit geraten, bis Yoshida Fumiyuki (1915–2004) sie im 20. Jahrhundert wiederentdeckte und sie sich aneignete, wofür er zum Lebenden Nationalschatz Japans ernannt wurde.

## Beispiel
Einige wundervolle Beispiele dieses Kunsthandwerks befinden sich im Shōsōin, dem Schatzhaus des Tōdai-ji in Nara. Dort werden u. a. die drei ältesten, heute noch erhaltenen Go-Tische Japans aufbewahrt. Diese Go-Tische stammen aus der Nara-Zeit und sie wurden den Unterlagen des Schatzhauses zufolge gerne von Tennō Shōmu (Regierungszeit 724–749) benutzt. Zu einer der Spielgarnituren gehört ein Satz von Go-Steinen, die mittels Bachiru-Technik aus Elfenbein gefertigt sind. Die Steine sind nicht, wie üblich, schwarz und weiß, sondern rot und dunkelblau eingefärbt und auf beiden Seiten mit einem Tiermotiv verziert.